# 大和野豚
大和野豚（日語：ダイワワイルドボア），是日本純種競賽馬匹。生涯活躍於中距離賽事，曾勝出2008年聖烈特紀念。

## 出賽前
2005年2月21日出生於北海道千歲市社台牧場，成長途中於拍賣會上被馬主大城敬三以3360萬日圓購入。
其後交由美浦訓練中心練馬師上原博之訓練。

## 競賽生涯

### 2歲
2007年11月25日出戰東京競馬場2歲新馬戰，在比賽途中稍為墮後下未能於直路衝出，最終以第八落敗。
12月9日出戰2歲未勝利戰，本次比賽選擇留後戰術，雖然在直路於外檔位置順利加速衝刺，但未能扭轉局勢下取得第六。

### 3歲
2008年1月出戰3歲未勝利戰，比賽初段改用領放戰術展開賽事，成功搶佔位置後隨即帶領對手前進，在直路上繼續加速彈離後方下以1馬位取得首勝。
其後出戰3歲500萬獎金以下條件戰及水仙錦標均未能取勝，分別以第二及第六落敗。
3月23日首度挑戰分級賽春季錦標，但一直處於隊伍後方下在直路更進一步失速，最終以第十四大敗。
1個月後在條件戰新綠賞以前置戰術在彎道取得優勢並輕鬆勝出後，在5月出戰東京優駿（日本打吡）前哨戰首長錦標，但在彎道處經已力弱下在直路不斷後退，最終以第七落敗。
夏季未有前往放草下於新潟競馬場出戰賽事，但於佐渡特別及阿賀野川特別中均以第三完賽。
進入秋季陣營安排其出戰聖烈特紀念，賽前僅為第九人氣的半冷門。比賽開始後，其選擇保持在中團位置展開推進，在第一彎道時雖然有兩匹賽駒因碰撞以產生墮馬事故，但其未有受到影響下繼續保持自身節奏，同時最第三彎道開始發力上前。進入直路後，其繼續在中檔位置追擊前方的賽駒，以不俗的反應嚮應騎師北村宏司的指揮下逐步縮窄和對手的距離，最終在最後關頭超越率先透出的第一人氣賽駒Meiner Charles，以1/2馬位優勢取得首個分級賽優勝。
10月順利進軍三冠尾關菊花賞，本次比賽繼續採用居中戰術，然而在直路上未能順利衝刺，最終維持均速下以第八完賽，
1個月後選擇出戰日本盃挑戰年長馬匹，然而表現完全不足下在直路不斷被對手超越，最終以尾二第十六大敗。

### 4歲
2009年1月隨即出戰中山金盃作為首戰，但未能展現順利的加速下僅跑獲第八。
其後增程出戰日經賞，比賽初段維持在中團位置等待時機下在彎道處開始發力，進入直路後稍為加速一小段距離上前下最終跑獲一席入板的第五。
完成日經賞後繼續在中長途戰線打拼，雖然在都會錦標中維持水準跑獲第六，但於5月下旬的目黑紀念中受到爛地影響而以第十四慘敗。
休養過後在9月復出出戰產經賞，但最終以第十一的戰績完賽，其後在公開賽仙后座錦標亦未能發揮表現，取得第十二的戰績。
年末一口氣增程之3600米賽事長途馬錦標，繼續維持在中團位置下在第二圈對面直路末段開始有加速的跡象，但在直路上仍然未能進入全速狀態，最終跑獲第六。

### 5歲
2010年繼續以中山金盃作為首戰，但始終維持在後方位置下以第十完賽。
其後挑戰美國賽馬會盃、鑽石錦標、日經賞及都會錦標均無功而返，分別取得第九、第十三、第六及第七的戰績。
完成以上賽事後進入休養狀態，在2011年年初原定轉籍地方並交由大井競馬場練馬師立花伸訓練，但在地方未有出戰任何下便宣告退役。

### 詳細賽績
| 日期       | 舉辦國家 | 馬場 | 距離   | 級別  | 賽事名稱         | 負重 | 騎師       | 馬號 | 出馬 | 名次 | 時間   | 頭馬（二馬）         |
| ---------- | -------- | ---- | ------ | ----- | ---------------- | ---- | ---------- | ---- | ---- | ---- | ------ | -------------------- |
| 25/11/2007 | 日本     | 東京 | 草1800 |       | 2歲新馬          | 55   | 安藤勝己   | 17   | 18   | 8    | 1:54.2 | Loved Shaanxi        |
| 9/12/2007  | 日本     | 中山 | 草1600 |       | 2歲未勝利        | 55   | 北村宏司   | 14   | 15   | 6    | 1:36.2 | Asakusa Dandy        |
| 19/1/2008  | 日本     | 中山 | 草2200 |       | 3歲未勝利        | 56   | 後藤浩輝   | 2    | 16   | 1    | 2:17.9 | （Sakura Shikotei）  |
| 2/2/2008   | 日本     | 東京 | 草2400 |       | 3歲500萬獎金以下 | 56   | 李慕華     | 4    | 13   | 2    | 2:25.8 | Magellan             |
| 2/3/2008   | 日本     | 中山 | 草2200 |       | 水仙賞           | 56   | 藤田伸二   | 10   | 13   | 6    | 2:17.3 | Oriental York        |
| 23/3/2008  | 日本     | 中山 | 草1800 | JpnII | 春季錦標         | 56   | 北村宏司   | 16   | 16   | 14   | 1:49.9 | 笑臉傑克             |
| 26/4/2008  | 日本     | 東京 | 草2300 |       | 新綠賞           | 56   | 北村宏司   | 9    | 10   | 1    | 2:20.5 | （Pisa no Emirates） |
| 10/5/2008  | 日本     | 東京 | 草2000 | OP    | 首長錦標         | 56   | 北村宏司   | 17   | 18   | 7    | 2:02.9 | Venture Nine         |
| 27/7/2008  | 日本     | 新潟 | 草2200 |       | 佐渡特別         | 54   | 松岡正海   | 7    | 13   | 3    | 2:15.8 | King of Cult         |
| 23/8/2008  | 日本     | 新潟 | 草2200 |       | 阿賀野川特別     | 54   | 松岡正海   | 2    | 12   | 3    | 2:12.5 | 功夫巨星             |
| 21/9/2008  | 日本     | 中山 | 草2200 | JpnII | 聖烈特紀念       | 56   | 北村宏司   | 6    | 18   | 1    | 2:14.6 | （Meiner Charles）   |
| 26/10/2008 | 日本     | 京都 | 草3000 | JpnI  | 菊花賞           | 57   | 北村宏司   | 18   | 18   | 8    | 3:06.8 | 功夫巨星             |
| 30/11/2008 | 日本     | 東京 | 草2400 | GI    | 日本盃           | 55   | 北村宏司   | 5    | 17   | 16   | 2:26.9 | 銀幕英雄             |
| 1/4/2009   | 日本     | 中山 | 草2000 | GIII  | 中山金盃         | 56   | 北村宏司   | 3    | 16   | 8    | 1:59.2 | Admire Fuji          |
| 28/3/2009  | 日本     | 中山 | 草2500 | GII   | 日經賞           | 57   | 後藤浩輝   | 6    | 14   | 5    | 2:32.3 | Al Nasrain           |
| 25/4/2009  | 日本     | 東京 | 草2400 | OP    | 都會錦標         | 56   | 柴田善臣   | 12   | 16   | 6    | 2:33.8 | Snow Crusher         |
| 31/5/2009  | 日本     | 東京 | 草2500 | GII   | 目黑紀念         | 56   | 後藤浩輝   | 15   | 18   | 14   | 2:43.3 | Miyabi Ranveli       |
| 27/9/2009  | 日本     | 中山 | 草2200 | GII   | 產經賞           | 57   | 北村宏司   | 3    | 15   | 11   | 2:12.5 | 梵高藝展             |
| 14/11/2009 | 日本     | 京都 | 草2000 | OP    | 仙后座錦標       | 56   | 藤岡佑介   | 9    | 17   | 12   | 2:01.8 | 奈村新月             |
| 5/12/2009  | 日本     | 中山 | 草3600 | GII   | 長途馬錦標       | 57   | 田中勝春   | 2    | 16   | 6    | 3:51.7 | 貴人善忘             |
| 5/1/2010   | 日本     | 中山 | 草2000 | GIII  | 中山金盃         | 55   | 田中勝春   | 6    | 16   | 10   | 2:01.3 | 超微粒子             |
| 24/1/2010  | 日本     | 中山 | 草2200 | GII   | 美國賽馬會盃     | 57   | 北村宏司   | 10   | 13   | 9    | 2:14.3 | 永通達               |
| 14/2/2010  | 日本     | 東京 | 草3400 | GIII  | 鑽石錦標         | 54   | 後藤浩輝   | 11   | 15   | 13   | 3:34.0 | 貴人善忘             |
| 27/3/2010  | 日本     | 中山 | 草2500 | GII   | 日經賞           | 57   | 武士澤友治 | 3    | 15   | 6    | 2:34.4 | 逐鹿沙場             |
| 24/4/2010  | 日本     | 東京 | 草2400 | OP    | 都會錦標         | 54   | 北村宏司   | 14   | 14   | 7    | 2:27.3 | 中山慶典             |

## 退役後
退役後，大和野豚並未入種，而是在栃木縣小山市小山馬術俱樂部休養，在2012年作為乘騎馬使用。

## 血統簡介
父系愛麗速子爲日本賽駒，生涯四戰四勝，以無敗姿態勝出2001年皋月賞，但因傷病提早退役配種，因而被人稱謂「幻之三冠馬」。祖父週日寧靜是美國三冠賽雙軍馬，退役後在日本配種，在日本馬壇相當成功，贏得多項分級賽事，其子嗣贏得巨額獎金。
母系Seigniorage為美國生產的法國賽駒，生涯僅得一勝，但曾於三級賽空中錦標取得亞軍，同時血統上亦不俗，半兄為1991年凱旋門大賽冠軍優嫻舞士。外祖父雷里耶夫爲加拿大著名種馬北地舞人子嗣，由於自身配種成績亦非常優秀，現已經確立成一支獨立的種馬系統。

### 血統表
| 父線：週日寧靜系（Halo系）          |                         |                  |                 |
| 種馬 愛麗速子 1998年（栗色）        | 週日寧靜 1986年（棕色） | Halo             | Hail to Reason  |
| 種馬 愛麗速子 1998年（栗色）        | 週日寧靜 1986年（棕色） | Halo             | Cosmah          |
| 種馬 愛麗速子 1998年（栗色）        | 週日寧靜 1986年（棕色） | Wishing Well     | Understanding   |
| 種馬 愛麗速子 1998年（栗色）        | 週日寧靜 1986年（棕色） | Wishing Well     | Mountain Flower |
| 種馬 愛麗速子 1998年（栗色）        | 愛麗花 1987年（棗色）   | Royal Ski        | Raja Baba       |
| 種馬 愛麗速子 1998年（栗色）        | 愛麗花 1987年（棗色）   | Royal Ski        | Coz Onijinsky   |
| 種馬 愛麗速子 1998年（栗色）        | 愛麗花 1987年（棗色）   | Agens Lady       | Remand          |
| 種馬 愛麗速子 1998年（栗色）        | 愛麗花 1987年（棗色）   | Agens Lady       | Ikoma Eikan     |
| 繁殖雌馬 Seigniorage 1994年（棗色） | 雷利耶夫 1977年（棗色） | 北地舞人         | 新北區          |
| 繁殖雌馬 Seigniorage 1994年（棗色） | 雷利耶夫 1977年（棗色） | 北地舞人         | Naltama         |
| 繁殖雌馬 Seigniorage 1994年（棗色） | 雷利耶夫 1977年（棗色） | Special          | Forli           |
| 繁殖雌馬 Seigniorage 1994年（棗色） | 雷利耶夫 1977年（棗色） | Special          | Thong           |
| 繁殖雌馬 Seigniorage 1994年（棗色） | Sauvite 1981年（棗色）  | 聲稱             | Hoist the Flag  |
| 繁殖雌馬 Seigniorage 1994年（棗色） | Sauvite 1981年（棗色）  | 聲稱             | Princess Pout   |
| 繁殖雌馬 Seigniorage 1994年（棗色） | Sauvite 1981年（棗色）  | Guineveres Folly | 圓桌武士        |
| 繁殖雌馬 Seigniorage 1994年（棗色） | Sauvite 1981年（棗色）  | Guineveres Folly | Lodge           |
| 雌系：號族：4-r                     |                         |                  |                 |
| 五代內近親交配：Almahmoud 5×5       |                         |                  |                 |

## 命名由來
名字中，Daiwa（ダイワ）是馬主大城敬三的冠名，出自其經營的大和商事的名字，Wild Boar（ワイルドボア）就是野豬，香港翻譯為「野豚」。

## 外部連結
- 大和野豚 netkeiba.com （页面存档备份，存于）
- 血統表